# Sous le signe de la croix
Pour plus de détails, voir Fiche technique et Distribution.
Sous le signe de la croix (Le schiave di Cartagine) est un péplum mexico-hispano-italien réalisé par Guido Brignone, sorti en 1956.

## Synopsis
À Tarse de Cilicie, en l'an 120, sous le règne d'Hadrien. Léa et d'Esther, deux esclaves chrétiennes d'origine carthaginoise sont vendues aux enchères. Marcus Valerius se porte acquéreur et les offre en cadeau à Julia Marcia, fille du proconsul Julius Tiberius…

## Fiche technique
- Titre : Sous le signe de la croix
- Titre original : Le schiave di Cartagine
- Réalisation : Guido Brignone
- Assistant réalisateur : Michele Lupo
- Scénario : Francesco De Feo, Mario Guerra, Nicola Manzari, Francesco Thellung
- Photographie : Bitto Albertini
- Montage : Jolanda Benvenuti
- Musique : Enzo Masetti
- Direction artistique : Franco Lolli
- Décors : Vittorio Rossi
- Costumes : Enzo Bulgarelli
- Producteur : Gregorio Walerstein
- Coproducteur : Vittorio De Seta
- Société(s) de production : Società Italiana Cines (Italie), Yago Films (Espagne), Cinematográfica Filmex S.A. (Mexique)
- Société(s) de distribution : Comptoir Français du Film (France)
- Post synchronisé  par	 :Cine Doublage
- Sous la Direction de :Raina Limburg et Gerard Rey
- Direction artistique :Andre Loriere
- Enregistrement :Studio de Boulogne
- Dialogues Français:Claude Labbe
- Pays de production :  Italie,  Mexique,  Espagne
- Langue : italien
- Métrage : 2 628 mètres
- Format : Couleur (Ferraniacolor) — 35 mm — 2,35:1 (CinemaScope, procédé Totalscope) — Son : Mono
- Genre : Film dramatique, Film historique, Péplum
- Durée : 96 minutes (1 h 36)
- Dates de sortie :
  - Italie : 14 décembre 1956
  - Espagne : 21 janvier 1957
  - France : 27 septembre 1957

## Distribution
- Gianna Maria Canale  (V.F : Jacqueline Ferrière) : Julia Martia
- Jorge Mistral (V.F : Paul-Émile Deiber) : Marcus Valerius
- Marisa Allasio  (V.F : Claude Chantal) : Lea
- Ana Luisa Peluffo  (V.F : Nelly Benedetti) : Esther
- Rubén Rojo  (V.F : André Falcon) : Flavius Metellus
- Luigi Pavese  (V.F : Serge Nadaud) : Publius Cornelius
- Germán Cobos  (V.F : Bernard Noël) : Tullius
- Ricardo Valle  (VF : Michel François) :Octavius
- Nando Tamberlani : Proconsul Julius Tiberius
- Albert Hehn  (VF :  Jacques Beauchey) : Sénateur Livius Catulus
- Nietta Zocchi  (V.F : Marie Francey) : Afra
- Vinicio Sofia (V.F : Pierre Morin) : Marchand d'esclaves
- Marcello Giorda  (VF : Jean d'Yd) : Le diacre
- Renato Navarrini : Le sénateur Faustus Domitius
- Ugo Sasso : Fulvio
- Carlo Lombardi : le sénateur Licinius
- Edoardo Toniolo : Horace Tibère
- Giovanni Onorato : un habitant de Tarse
- Gino Scotti : un habitant de Tarse
- Nicola Manzari  : un sénateur
- Emilio Petacci  (VF : Abel Jacquin) : le médecin de Julius Tiberius